# Szonáta
A szonáta hangszerekre írt zenedaraboknak a 16. században felmerült és a 17. században széles körben használatba jött általános értelmű megjelölése. Neve az olasz „sonare” (hangzani) szóból ered. A 16. sz. végén, az önálló hangszeres zene kialakulásának korában szonátának neveztek minden hangszeres darabot, szemben az énekkel: a kantátával.
A műfaj 1640 körül indult fejlődésnek. Akkor elkülönültek egymástól:
1. templomi szonáta (sonata da chiesa; „chiesa” = templom) – Ezeket, mint az elnevezésből látszik, templomokban adták elő. Visszafogottabbak, komolyabb hangvételűek, nincsenek vidám tánctételeik.
2. kamaraszonáta (sonata da camera; „camera” = szoba) – Ezek könnyedebb hangvételűek, vidám, lendületes tánctételekkel.

A két forma az 1680-as és 1690-es években közeledett egymáshoz, és a 17. század végére kialakult a mai értelemben vett szonáta. Kb. 1750-től a szonáta jelentése:
A klasszikus szonáta ciklikus három–négytételes műfaj. A tételek formájára és sorrendjére nézve meglehetősen szigorú szokás alakult ki. Az I. tétel szokás szerint egy gyors tempójú szonátaformájú, a II. lassú tempójú szonáta-, egytémás rondó-(kisrondó)- vagy dalformájú tétel. A III. tétel menüett vagy scherzo; gyors tempójú összetett dalforma. A IV. tétel ismét gyors tempójú, rendszerint két témás rondó- (szonátarondó)- vagy néha szonátaformájú. Valamennyi hangszeres műfaj formai építkezésében megtalálható (szonáta, szimfónia, versenymű, kamarazene).
A romantika kora óta a szonáta sokkal kötetlenebb műforma; a tételek száma és rendje sokkal szabadabb, sőt már nem szükségszerűen ciklikus forma, úgyszólván egyetlen követelménye, hogy legalább egy szonátaformájú tétel legyen benne. Ez a szonátaforma is sokkal szabadabb mára, mint a klasszikus szonátaforma.